# Air Botswana
Air Botswana (IATA: BP, ICAO: BOP) är Botswanas nationella flygbolag. Det grundades år 1972 och har sin bas på Sir Seretse Khama International Airport i Gaborone.
Air Botswana flyger till fem destinationer i Botswana samt till Harare i 
Zimbabwe och Kapstaden och Johannesburg i Sydafrika.
Flygbolaget har gått med förlust i många år på grund av höga driftskostnader, och alla försök att sälja det har misslyckats.

## Historia
Air Botswana grundades den 2 juli 1972 och inledde flygningarna i augusti samma år med sitt enda flygplan, en Fokker F27 Friendship.
Den 11 oktober 1999 förstördes tre av bolagets fyra flygplan då en avstängd pilot begick självmord genom att krascha en ATR 42 in i två av bolagets flygplan på flygplatsen i Garonne.

## Flotta
Air Botswanas flotta består för närvarande (2024) av två ATR 721 och en Embraer ERJ-170.